# Biosfærereservater i Afrika
Under UNESCOs Menneske og biosfære-programmet (Man and the Biosphere Program MAB) er der i Afrika 90 biosfærereservater anerkendt som en del af Verdensnetværk af biosfærereservater fra 2016. Disse er fordelt på 33 lande (2023). Mens biosfærereservater i de vestafrikanske, østafrikanske, centralafrikanske og sydafrikanske lande er organiseret i det regionale AfriMAB-netværk, er biosfærereservater i de nordafrikanske lande organiseret i ArabMAB, UNESCOs regionale MAB-netværk (se Biosfærereservater i Arabiske stater for reservater i disse lande).

## Listen
Nedenfor er listen over biosfærereservater i Afrika, organiseret efter land/territorium, sammen med det år, hvor disse blev udpeget som en del af Verdensnetværk af biosfærereservater.

### Benin
- Pendjari (1986)
- 'W'-regionen (2002, sammen med Burkina Faso og Niger)
- Mono River (2017, delt med Togo) [2]

### Burkina Faso
- Mare aux Hippopotames biosfærereservat (1986)
- 'W'-regionen (2002, sammen med Benin og Niger)
- Arli Nationalpark (2018)

### Cameroun
- Waza nationalpark (1979)
- Bénoué nationalpark (1981)
- Dja faunareservat (1981)
- Doumba-Rey (2022)
- Korup regnskov (2023)

### Den Centralafrikanske Republik
- Basse- Lobaye (1977)
- Bamingui-Bangoran (1979) tilbagetrukket i 2019

### Congo
- Odzala-Kokoua Nationalpark
- Dimonika (1988)

### Côte d'Ivoire
- Taï (1977)
- Comoé (1983)

### Den Demokratiske Republik Congo
- Yangambi (1976)
- Luki (1976) [3]
- Lufira (1982) trukket tilbage i 2020

### Egypten
se under arabiske stater

### Etiopien
- Kafa (2010) [4]
- Yayu (2010) [4]
- Sheka (2012) [5]
- Tanasøen biosfærereservat (2015)
- Majangskoven biosfærereservat (2017) [2]

### Gabon
- Impassa-Makokou (1983) trukket tilbage i 2021

### Ghana
- Bia Nationalpark (1983)
- Songor biosfærereservat (2011)
- Bosomtwesøen (2016)

### Guinea
- Mount Nimba (1980)
- Ziama-massivet biosfærereservat (1980)
- Badiar biosfærereservat (2002)
- Haut Niger (2002)

### Guinea-Bissau
- Boloma Bijagós biosfærereservat (1996)

### Kenya
- Mount Kenya (1978)
- Kulal-bjerget biosfærereservat (1978)
- Malindi-Watamu biosfærereservat (1979, udvidet 2019)
- Kiunga biosfærereservat (1980)
- Amboseli nationalpark (1980)
- Mount Elgons nationalpark (Kenya) (1978)

### Madagaskar
- Mananara Nord Nationalpark (1990)
- Sahamalaza-Iles Radama biosfærereservat (2001)
- Littoral de Toliara biosfærereservat (2003)

### Malawi
- Mount Mulanje biofærereservat (2000)
- Chilwasøen Chilwasøens vådområder biofærereservat(2006)

### Mali
- Boucle du Baoulé Nationalpark (1982)

### Mauretanien
- Sénégalflodens delta (2005, sammen med Senegal)

### Mauritius
- Macchabee/Bel Ombre (1977)

### Marokko
- Se under Biosfærereservater i Arabiske stater

### Niger
- Aïr og Ténéré (1997)
- 'W'-regionen (2020, sammen med Benin og Burkina Faso)
- Gadabedji biosfærereservat

### Nigeria
- Omo biosfærereservat (1977) [6]

### Rwanda
- Volcans biosfærereservat (1983)

### São Tomé og Príncipe
- Biosfærereservatet på øen Príncipe (2012)

### Senegal
- Samba Dia biosfærereservat (1979)
- Saloum Delta Nationalpark (1980)
- Niokolo-Koba (1981)
- Sénégalflodens delta (2005, sammen med Mauretanien)
- Ferlo biosfærereservat (2012) [7]

### Sydafrika
- Kogelberg biosfærereservat (1998)
- Cape West Coast (2000)
- Waterberg biosfærereservat (2001)
- Kruger til Canyons biosfærereservat (2001)
- Cape Winelands biosfærereservat (2007)
- Vhembe biosfærereservat (2009) (ref Vhembe )
- Gouritz Cluster biosfærereservat (2015)
- Magaliesberg biosfærereservat (2015)
- Garden Route (2017) [2]
- Marico biosfærereservat (2018)

### Sudan
- Se Biosfærereservater i Arabiske stater

### Togo
- Oti-Keran/Oti-Mandouri biosfærereservat (2011)
- Monofloden (2017, delt med Benin) [2]

### Uganda
- Dronning Elizabeth (Rwenzori) (1979)
- Mount Elgon (2005)

### Tanzania
- Manyarasøen biosfærereservat (1981)
- Serengeti - Ngorongoro (1981)
- East Usambara (2000)
- Jozani Chwaka-bugten Nationalpark (2016)

### Zimbabwe
- Midt Zambezi biosfærereservat (2010)